# إليزابيث سنيدون
إليزابيث سنيدون (بالإنجليزية: Elizabeth Sneddon)‏ هي أكاديمية جنوب أفريقية، ولدت في 26 أكتوبر 1907 في ديربان في جنوب أفريقيا، وتوفي بنفس المكان في 2005.